# Sebastián Pena
Sebastián Diego Pena (Buenos Aires, 3 luglio 1976) è un ex calciatore e allenatore argentino, di ruolo difensore.

## Biografia
È figlio dell'ex calciatore Hugo Pena.

## Palmarès

### Club

#### Competizioni nazionali
- Campionato argentino: 3

River Plate: Apertura 1996, Clausura 1997, Apertura 1997

### Nazionale
- Campionato mondiale Under-20: 1

1995